# Tornabuoniové

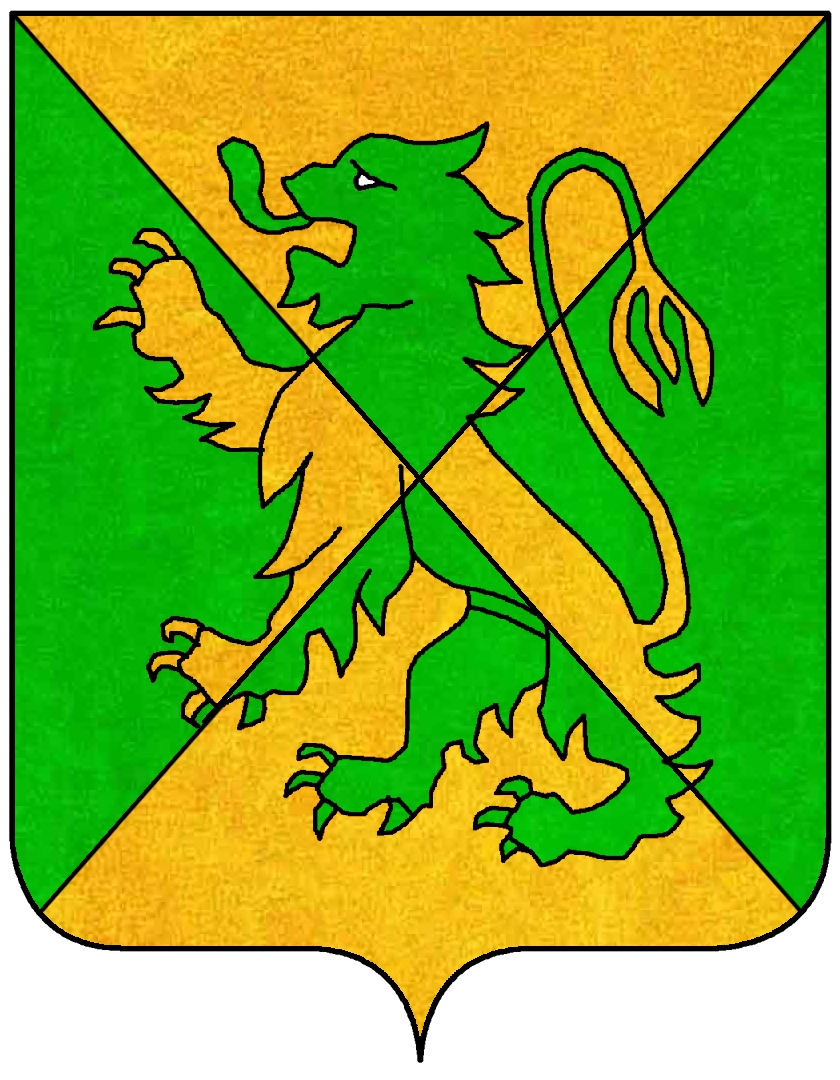
Erb Tornabuoniů

Tornabuoniové je původně šlechtický rod z Florencie, který se koncem 14. století vzdal svého jména Tornaquinci, šlechtického stavu i erbu, aby získal výhody prostého občana Florencie. Členové rodu se věnovali obchodu a bankovnictví. Spojenectví s Medicejskými bylo utuženo sňatkem Lucrézie s Pierem Dnavým.
Giovanni Tornabuoni byl objednavatelem fresek v kostele Santa Maria Novella, na nichž Domenico Ghirlandaio zachytil tváře členů rodiny.